# Harpactes oreskios
Harpactes oreskios е вид птица от семейство Трогонови (Trogonidae).

## Разпространение
Видът е разпространен във Виетнам, Индонезия, Камбоджа, Китай, Лаос, Малайзия, Мианмар и Тайланд.